# Château de Canet-en-Roussillon
Le château de Canet-en-Roussillon , ancien château vicomtal mentionné dès le XIe siècle et maintes fois remanié par la suite, se dresse sur une colline au nord du vieux village de Canet-en-Roussillon, dans le département des Pyrénées-Orientales. Tombé en ruine après une longue période d'abandon, il est depuis les années 1960 en cours de restauration par l'association des Amis du Vieux Canet.

## Historique
Le château vicomtal est attesté dès le milieu du XIe siècle. Certains éléments des remparts remontent à cette époque, de même que la chapelle Saint-Martin.
Des remaniements furent effectués aux siècles suivants, notamment au XIVe siècle : un patio, entouré par des galeries à colonnes de pierre, fut établi, de même que la majeure partie de l'enceinte extérieure actuelle. C'est à cette époque également que l'abside de la chapelle fut dotée d'une tour fortifiée, ce qui en entraîna la surélévation.
En septembre 1415, l'empereur Sigismond Ier passe une nuit au château, alors qu'il est en route vers Perpignan pour un pseudo-concile avec l'antipape Benoît XIII et le roi d'Aragon Ferdinand Ier.
En 1688, un remarquable puits à glace fut établi au nord de la chapelle. Abandonné définitivement après la Révolution française, le château a ensuite servi de carrière de pierre pour les habitants du village. Inscrit au titre de monument historique depuis 1984, il est en cours de restauration par les Amis du Vieux Canet.

## Description

### La chapelle Saint-Martin-du-Château
La chapelle Saint-Martin-du-Château a servi d'église paroissiale au village de Canet entre la deuxième moitié du XIe siècle et le début du XVIe siècle, où elle fut supplantée par la nouvelle église Saint-Jacques, plus spacieuse.
L'église possédait à l'origine une nef unique charpentée et une abside voûtée en cul de four. La nef fut voûtée au XIIe siècle. Aux XIIIe – XIVe siècles, l'abside fut surélevée pour permettre l'établissement d'une tour, et une chapelle fut greffée au nord de la nef.
De l'édifice médiéval, il ne restait plus que la majeure partie du mur nord et l'abside surmontée par la tour. Les travaux de restauration ont permis une reprise totale du parement des murs subsistant, et la reconstruction progressive des murs sud et ouest.

### Le puits à glace
Le puits à glace ou pou del gel est mentionné dès 1688.

## Photographies

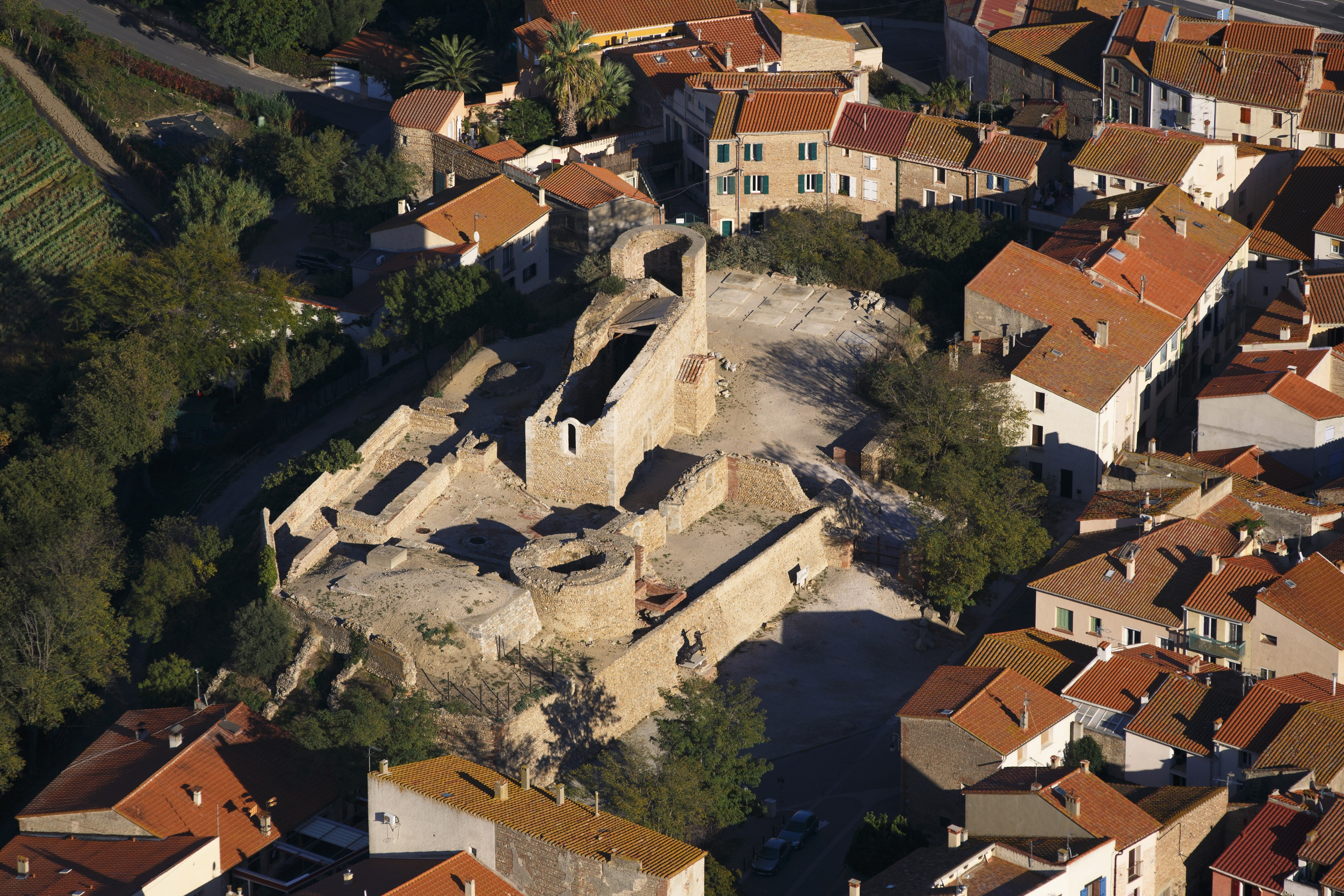
Vue aérienne.
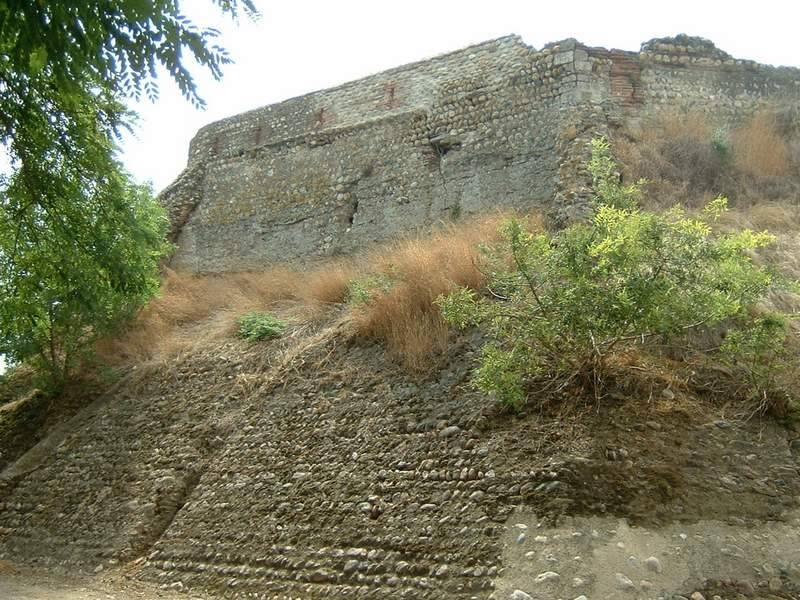
Angle nord-est du château.